# Ягути, Ёко

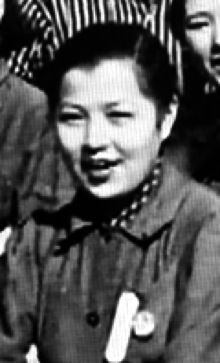
Во время съемок «Самых красивых», 1944

Ёко Ягути (яп. 矢口 陽子 Ягути Ё:ко, 27 августа 1921, Шанхай, Китайская Республика — 1 февраля 1985, Фукуока, Япония), настоящее имя Киё Куросава (яп. 黒澤 喜代 Куросава Киё) — японская актриса XX века.

## Биография
Родилась в Шанхае (по другой версии в Гонконге), по национальности японка. При рождении получила имя Киё Като (яп. 加藤 喜代 Като: Киё). В 1940—1944 годах снялась как минимум в восьми фильмах. Вершина успеха — главная роль в картине «Самые красивые» (1944).
Жена великого японского режиссёра Акиры Куросавы, от которого родила двоих детей, сына и дочь. Последняя получила известность как дизайнер костюмов. Их с Куросавой свадьба состоялась 21 мая 1945, сразу после окончания съёмок «Самых красивых». Скончалась в Фукуоке. Её пережили муж, дети и внуки.